# カイロ西空軍基地
カイロ西空軍基地（カイロにしくうぐんきち、阿: قاعدة غرب القاهرة الجوية、英: Cairo West Air Base）は、エジプトのカイロ県カイロに位置するエジプト空軍の基地である。

## 概要
カイロ西空軍基地は標高168メートル（550フィート）に位置し、隣接するスフィンクス国際空港と一部空港施設を供用している。
1967年に勃発した第三次中東戦争では、イスラエル空軍の攻撃目標となり、空爆によって駐機していたTu-16爆撃機が破壊された。